# Вила-Рика (Мату-Гросу)
Вила-Рика (порт. Vila Rica) — населённый пункт и муниципалитет в Бразилии, входит в штат Мату-Гросу. Составная часть мезорегиона Северо-восток штата Мату-Гроссу. Входит в экономико-статистический микрорегион Норти-Арагуая. Население составляет 20 108 человек на 2006 год. Занимает площадь 7433,445 км². Плотность населения — 2,7 чел./км².

## Статистика
- Валовой внутренний продукт на 2003 год составляет 101 376 288,00 реалов (данные: Бразильский институт географии и статистики).
- Валовой внутренний продукт на душу населения на 2003 год составляет 5621,71 реал (данные: Бразильский институт географии и статистики).
- Индекс развития человеческого потенциала на 2000 год составляет 0,723 (данные: Программа развития ООН).